# Linia kolejowa nr 769
Linia kolejowa nr 769 – zlikwidowana jednotorowa, niezelektryfikowana linia kolejowa, łącząca rejony OP2 i OPZ1 stacji technicznej Opole Zachodnie. Decyzją Ministerstwa Infrastruktury z dnia 7 września 2005 roku wszczęto procedurę likwidacyjną linii.